# Робін Кавендіш
Робін Френсіс Кавендіш (англ. Robin Francis Cavendish; 12 лютого, 1930 — 8 серпня, 1994) — британський захисник прав людей з інвалідністю, розробник медичних пристроїв для покращення мобільності лежачих хворих та один з рекордсменів із тривалості життя з повним паралічем тіла.

## Біографічні відомості
Коли Робіну було 28 років, перебуваючи у відрядженні в Кенії він захворів на поліомієліт, який призвів до ураження спинного мозку з розвитком повного паралічу — тетраплегії. Унаслідок хвороби підконтрольною Кавендішу лишилась тільки міміка обличчя, хворі з таким діагнозом до кінця свого недовгого життя лишаються прикутими до стаціонарного апарату «штучної легені». Попри свою тяжку інвалідність Кавендіш зміг зламати усталену систему, за якою такі хворі повільно помирали в лікарняних ліжках. На замовлення Робіна його другом Тедді Холом, професором Оксфорду, було розроблено спеціальне крісло з акумуляторами, які живили апарат штучного дихання, що дало можливість паралізованому вести повноцінне, наскільки це можливо, життя — мешкати у своєму будинку, мандрувати й спілкуватися з рідними та близькими.
У 1970 Робіну, за допомогою дружини та друзів, вдалося зібрати достатньо благодійних внесків, щоб відкрити невелику фабрику, яка почала випускати такі крісла серійно, що дало змогу багатьом паралізованим хворим покинути «в'язниці» з чотирьох стін.
За благодійну діяльність та внесок у захист прав людей із тяжкою інвалідністю в 1974-му році Робіна Кавендіша було нагороджено лицарським Орденом Британської Імперії.
Помер Робін Кавендіш в Оксфордширі, 8 серпня 1994 року у віці 64 років. Він прожив паралізованим 36 років, що зробило його одним з рекордсменів-довгожителів з такою інвалідністю. До останнього дня поруч із ним була його дружина Даяна, з якою вони одружились за рік до хвороби. У подружжя є син, Джонатан, який народився під час хвороби Робіна — нині він, разом зі своєю матір'ю, очолює благодійний фонд Robin Cavendish Memorial Fund, який займається відстоюванням прав осіб з тяжкою інвалідністю та полегшенням умов їхнього життя.
Історія Робіна Кавендіша стала основою для фільму «Дихай» — режисерського дебюту британського актора Енді Серкіса.